# Liste der 999 Frauen des Heritage Floor/Artemisia Gentileschi
Diese Liste beschreibt das Gedeck für Artemisia Gentileschi auf dem Tisch der Kunstinstallation The Dinner Party von Judy Chicago. Sie ist Teil der Liste der 999 Frauen des Heritage Floor, die den jeweiligen Gedecken auf dem Tisch zugeordnet sind. Die Namen der 999 Frauen befinden sich auf den Kacheln des Heritage Floor, der unterhalb des Tisches angeordnet, zur Kunstinstallation gehört.

## Beschreibung
Die Installation besteht aus einem dreiseitigen Tisch, an dem jeweils 13 historische oder mythologische Persönlichkeiten, somit insgesamt 39 Personen, von der Urgeschichte bis zur Frauenrechtsbewegung Platz finden. Diesen Personen wurde am Tisch jeweils ein Gedeck bestehend aus einem individuell gestalteten Tischläufer, einem individuell gestalteten Teller sowie einem Kelch, Messer, Gabel, Löffel und einer Serviette zugeordnet. Die erste Seite des Tisches widmet sich der Urgeschichte bis zur Römischen Kaiserzeit, die zweite der Christianisierung bis zur Reformation und die dritte von der Amerikanischen Revolution bis zur Frauenbewegung. Jedem Gedeck auf dem Tisch sind weitere Persönlichkeiten zugeordnet, die auf den Fliesen des Heritage Floor, der den Raum unter dem Tisch und die Mitte des Raumes zwischen den Seite des Tisches einnimmt, einen Eintrag erhalten haben. Diese Liste erfasst die Persönlichkeiten, die dem Gedeck von Artemisia Gentileschi zugeordnet sind. Ihr Platz befindet sich an der zweiten Tischseite.

### Hinweise
Zusätzlich zu den Namen wie sie in der deutschen Transkription oder im wissenschaftlichen Sprachgebrauch benutzt werden, wird in der Liste die Schreibweise aufgeführt, die von Judy Chicago auf den Kacheln gewählt wurde.
Die Angaben zu den Frauen, die noch keinen Artikel in der deutschsprachigen Wikipedia haben, sind durch die unter Bemerkungen angeführten Einzelnachweise referenziert. Sollten einzelne Angaben in der Tabelle nicht über die Hauptartikel referenziert sein, so sind an der entsprechenden Stelle zusätzliche Einzelnachweise angegeben. Bei Abweichungen zwischen belegten Angaben in Wikipedia-Artikeln und den Beschreibungen des Kunstwerks auf der Seite des Brooklyn Museums wird darauf zusätzlich unter Bemerkungen hingewiesen.

### Gedeck für Artemisia Gentileschi

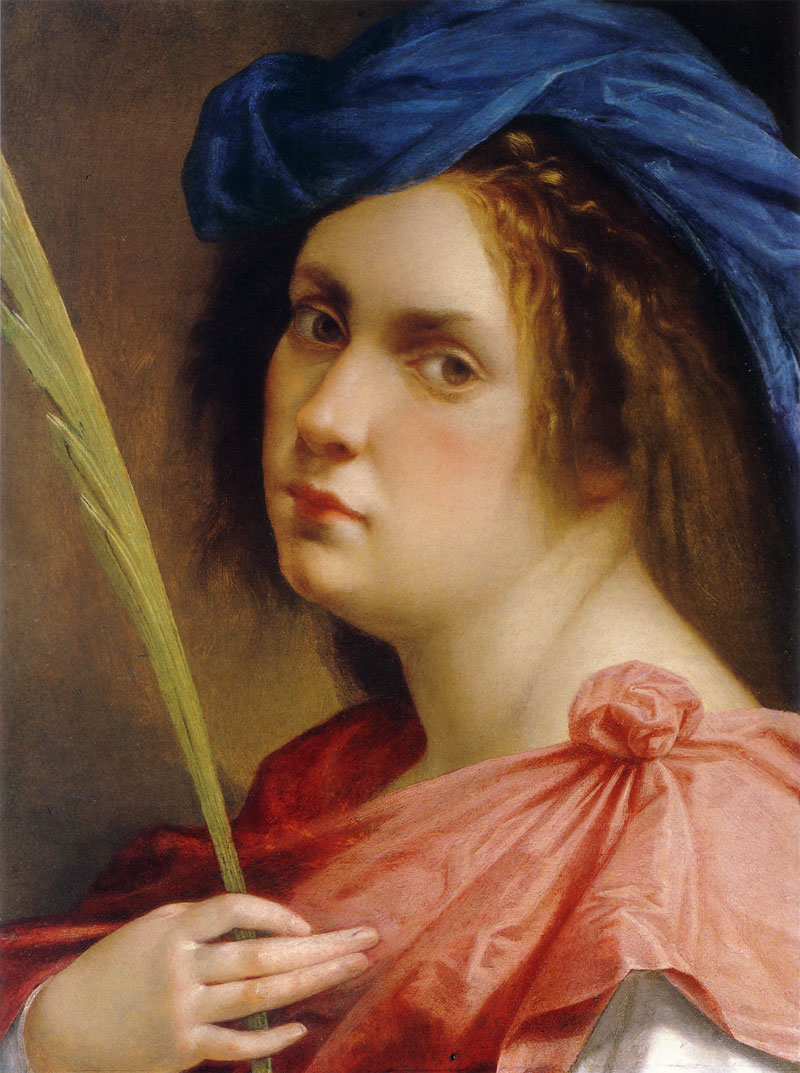
Artemisia Gentileschi, Selbstporträt

Artemisia Gentileschi wurde am 8. Juli 1593 in Rom geboren. Ihr Vater war der Maler Orazio Gentileschi und ihre Mutter Prudentia Montone, die bereits 1605 verstarb. Unterrichtet in der Malerei wurde sie durch ihren Vater, für den sie auch Modell stand. Dies beeinflusste sie stark in ihrem Stil. Um die Kunst der Perspektive zu erlernen, schickte ihr Vater sie zu seinem Kollegen und Freund Agostino Tassi, der Artemisia vergewaltigte. Danach erpresste er mit einem Heiratsversprechen ihr Schweigen, das er jedoch nicht hielt, was sie gesellschaftlich unmöglich machte. Orazio Gentileschi verklagte ihn im Mai 1612. Im Verlauf des Prozesses musste Artemisia unter Folter mit der Daumenschraube aussagen und wurde in einer entwürdigenden gynäkologischen Untersuchung begutachtet, um zu beweisen, dass sie keine Prostituierte war, wie Tassi behauptet hatte, um sich aus der Affäre zu ziehen. Tassi wurde verurteilt, jedoch konnte auch dies Artemisias Ruf nicht vollkommen wiederherstellen. Selbst ihre kurz darauf stattfindende Hochzeit mit dem Florentiner Maler Pietro Antonio di Vicenzo Stiattesi konnte dies nicht. Artemisia zog nach Florenz, dort wurde ihre Tochter geboren. Im Jahr 1615 erhielt sie von Michelangelo Buonarroti dem Jüngeren, einem Großneffen von Michelangelo, ihren ersten großen Auftrag und im Jahr 1616 wurde ihr die Ehre zuteil, als erste Frau an der Accademia dell’Arte del Disegno aufgenommen zu werden.
Artemisias Bekanntheit steigerte sich und sie arbeitete viel für die Familie Medici, wobei sie vor allem von Cosimo II. gefördert wurde. Ihr Stil entwickelte sich weiter und sie entfernte sich von der Art zu malen, wie ihr Vater. Ihr bekanntestes Werk Judith enthauptet Holofernes entstand um das Jahr 1620. Artemisia setzte sich stark mit der biblischen Legende auseinander und in ihrer Version ist Judith eine kaltblütige Mörderin und das Gemälde zeichnet sich durch eine äußerst realistische Darstellung aus. Nach Rom konnte sie mit ihren zwei Töchtern im Jahr 1623 zurückkehren, dort hatte sie mehrere Auftraggeber, zu denen unter anderem Kardinal Francesco Barberini, Neffe von Papst Urban VIII., und der Commendatore Cassiano dal Pozzo gehörten. Die wichtigste Stadt Europas und dreimal so groß wie Rom war jedoch Neapel und Artemisia zog 1630 dorthin. Ihre Werkstatt in Neapel florierte, sie erzielte höhere Honorare als ihre männlichen Kollegen. Eine Einladung nach London an den Hof König Karls I., an dem ihr Vater inzwischen als Hofmaler tätig war, erhielt sie im Jahr 1635. Vermutlich erst 1637 folgte sie der Einladung und unterstützte ihren Vater Orazio bei der Gestaltung des Deckengemäldes im Queen’s House in Greenwich. Im Jahr darauf verstarb ihr Vater in England und Artemisia kehrte nach Neapel zurück. Große Unterstützung erfuhr sie dort durch den Mäzen Antonio Ruffo von Messina. Jedoch waren ihre letzten Lebensjahre durch gesundheitliche Probleme und finanzielle Schwierigkeiten geprägt und sie starb um 1652/53.
Das Gedeck für Artemisia Gentileschi auf der Dinner Tafel lehnt sich an das Motiv ihres bekanntesten Bildes Judith enthauptet Holofernes an. Die Farben des Bildes bilden die Grundlage für das Gedeck der Dinner Tafel. Die Bemalung des Tellers spielt mit der Hell-Dunkel-Technik, die in der Zeit des Malerei des Barocks beliebt war und spielt auf den Malstil des nach Caravaggio, einem bedeutenden Maler dieses Stils, benannten Caravaggismus. Artemisia wie auch ihr Vater gelten als die bekanntesten Maler, die ihr Werk in diesem Stil schufen. Die gedrehten Formen auf dem Teller sollen auf die Anstrengungen, das „Drehen und Wenden“ hinweisen, die eine Frau zu der Zeit unternehmen musste, um Künstlerin zu werden. Der Teller ist auf einem dunklen Stoff platziert, der mit einem sich wiederholenden Granatapfelmotiv im Barockstil verziert ist und auf ihre Zeit hinweisen soll. Umgeben ist der Teller von einem üppigen, samtigen Goldstoff, der in der Farbe gehalten ist, die Artemisia gerne in ihren Gemälden verwendete und unter dem Namen „Artemisia Gold“ bekannt ist. Nach Chicago umhüllt der Stoff den Teller fast und soll eine sichere, schützende Umgebung darstellt, die Orazio Gentileschi für seine Tochter schaffen wollte. Vorder- und Rückseite des Tischläufers sind nach dem Vorbild von „bizarrer Seide“ hergestellt. Bei diesem Stil wurden mehrere Muster übereinander gelegt, um ein sich wiederholendes Design zu schaffen. Dabei ist die Rückseite auf dunklem Grund und die Vorderseite auf hellem Grund geschaffen. Auf der Vorderseite befindet sich der Namenszug mit dem ausgeschmückten Initial-Buchstaben „A“ Er wird durchbohrt durch ein Schwert, welches auf Judith hinweist und die körperliche und emotionale Stärke jeder Frau anzeigen soll, sowie mit einer Farbpalette und vier Pinseln verziert ist, was für die Künstlerin steht.
| Name                    | Schreibweise auf der Kachel | Geburtsdatum   | kulturräumliche Zuordnung                                           | Bemerkungen | Bild |
| ----------------------- | --------------------------- | -------------- | ------------------------------------------------------------------- | --- | ---- |
| Adélaïde Labille-Guiard | Adélaïde Labille-Guiard     | 1749           | Königreich Frankreich                                               | Malerin des Klassizismus und Gründerin der ersten Pariser Frauenschule für Malerinnen. |      |
| Angelika Kauffmann      | Angelica Kauffman           | 1741           | Schweiz, Erzherzogtum Österreich                                    | Malerin des Klassizismus. |      |
| Catarina van Hemessen   | Caterina Van Hemessen       | 1527 oder 1528 | Antwerpen                                                           | Renaissance-Malerin. Sie war Mitglied der Antwerpener Lukasgilde. |      |
| Elisabeth Sophie Chéron | Elizabeth Cheron            | 1648           | Königreich Frankreich                                               | Porträtistin, Dichterin und Übersetzerin. Später verlegte sie sich auf das Anfertigen von Kupferstichen und unterhielt einen literarischen Salon.                                                                                |      |
| Élisabeth Vigée-Lebrun  | Elizabeth Vigeé-Lebrun      | 1755           | Königreich Frankreich                                               | Malerin, die zahlreiche Porträts europäischer Adliger anfertigte. Ihre Werke sind dem Klassizismus zuzuordnen. |      |
| Elisabetta Sirani       | Elisabetta Sirani           | 1638           | Bologna                                                             | Malerin und Kupferstecherin. Sie gründete in Bologna eine Kunstakademie nur für Mädchen und Frauen und war eine der ersten Frauen überhaupt, die in die renommierte Accademia di San Luca in Rom als Mitglied aufgenommen wurde. |      |
| Elizabeth Farren        | Elizabeth Farren            | um 1759        | England                                                             | Englische Schauspielerin. |      |
| Fede Galizia            | Fede Galizia                | 1578           | Herzogtum Mailand                                                   | Renaissancemalerin, eine Pionierin des Stilllebens. |      |
| Joanna Koerten          | Joanna Koerton              | 1650           | Niederlande                                                         | Künstlerin, die sich in Malerei, Zeichnung, Stickerei, Glasätzung und Wachsmodellierung auszeichnete. Sie erlangte Ruhm als Herstellerin von Schattenrissen.                                                                     |      |
| Judith Leyster          | Judith Leyster              | 1609           | Niederlande                                                         | Sie gilt als eine der wenigen Malerinnen des Goldenen Zeitalters, deren Werk bis heute erhalten ist. Ihre Arbeiten werden dem Barock zugeordnet.                                                                                 |      |
| Lavinia Fontana         | Lavinia Fontana             | 1552           | Bologna                                                             | Malerin des Manierismus, in den 1570er Jahren eine bedeutende Porträtmalerin Bolognas. Sie wurde in die Akademie Roms gewählt.                                                                                                   |      |
| Leonora Baroni          | Leonora Baroni              | 1611           | Herzogtum Mantua                                                    | Sängerin, Musikerin und Komponistin. |      |
| Levina Teerlinc         | Levina Teerling             | 1510/1520      | England                                                             | Malerin, Tochter des Miniaturisten Simon Bening, wanderte 1545 nach England aus, war dort bis zu ihrem Tod Hofmalerin am englischen Königshof.                                                                                   |      |
| Luisa Ignacia Roldán    | Luisa Roldain               | 1652           | Königreich Spanien                                                  | Erste in Spanien dokumentierte Bildhauerin. |      |
| Luísa Todi              | Luiza Todi                  | 1753           | Königreich Portugal                                                 | Opernsängerin. |      |
| Marguerite Gérard       | Marguerite Gerard           | 1761           | Königreich Frankreich                                               | Malerin und Radiererin, ihre Werke sind dem Klassizismus zuzuordnen. |      |
| María de Abarca         | Maria de Abarca             | † um 1656      | Königreich Spanien                                                  | Malerin, wirkte Mitte des 17. Jahrhunderts in Madrid und betätigte sich auch als Dichterin. Vor allem ihre Miniaturen und Bildnisse fanden große Anerkennung.                                                                    |      |
| Maria Sibylla Merian    | Maria Sibylla Merian        | 1647           | Heiliges Römisches Reich, Republik der Sieben Vereinigten Provinzen | Naturforscherin und Künstlerin, gehört zur jüngeren Frankfurter Linie der Basler Familie Merian, ihr Werk Metamorphosis insectorum Surinamensium gilt als wichtiger Wegbereiter der modernen Insektenkunde.                      |      |
| Marie Champmeslé        | Marie Champmeslé            | 1642           | Königreich Frankreich                                               | Schauspielerin, Ehefrau von Charles Chevillet. |      |
| Marie Venier            | Marie Vernier               | um 1590        | Königreich Frankreich                                               | Schauspielerin, Hauptdarstellerin und Ko-Direktorin der Theatergruppe von Valleran-Lecomte, die im Hôtel de Bourgogne auftrat, erste namentlich bekannte Pariser Schauspielerin.                                                 |      |
| Nell Gwyn               | Nell Gwyn                   | 1650           | England, Schottland                                                 | Schauspielerin und die im englischen Volk beliebteste der vielen Mätressen des englischen Königs Charles II. |      |
| Onorata Rodiani         | Honorata Rodiana            | 1403           | Herzogtum Mailand                                                   | Malerin und Condottiere. |      |
| Properzia de’ Rossi     | Properzia de Rossi          | um 1490        | Bologna                                                             | Bildhauerin der italienischen Renaissance. |      |
| Rachel Ruysch           | Rachel Ruysch               | 1664           | Niederlande                                                         | Stilllebenmalerin des Barocks. |      |
| Rosalba Carriera        | Rosalba Carriera            | 1675           | Republik Venedig                                                    | Pastell-Malerin, ihre Werke sind im Geist des Rokoko geschaffen und zeichnen sich durch ihre Weichheit der Farbgebung und große Anmut aus.                                                                                       |      |
| Sabina von Steinbach    | Sabina Von Steinbach        | N/A            | Elsass                                                              | Der Legende nach eine Steinmetzin der Gotik. Soll am Straßburger Münster gearbeitet haben. |      |
| Sarah Siddons           | Sarah Siddons               | 1755           | Wales                                                               | Eine der größten tragischen Schauspielerinnen ihrer Zeit im englischen Theater. |      |
| Sofonisba Anguissola    | Sophonisba Anguisciola      | um 1531/1532   | Herzogtum Mailand                                                   | Malerin der Renaissance und die erfolgreichste Künstlerin dieser Epoche. |      |

Einzelnachweise
1. ↑  Brooklyn Museum: Artemisia Gentileschi. In: brooklynmuseum.org. Abgerufen am 27. Oktober 2019.